# 王建伟 (1966年)
王建伟（1966年10月—），安徽池州人，汉族，中国共产党党员。中华人民共和国政治人物、第十三届全国人民代表大会安徽省代表。

## 生平
2018年，王建伟被选为安徽省出席第十三届全国人民代表大会代表。